# Supernowa

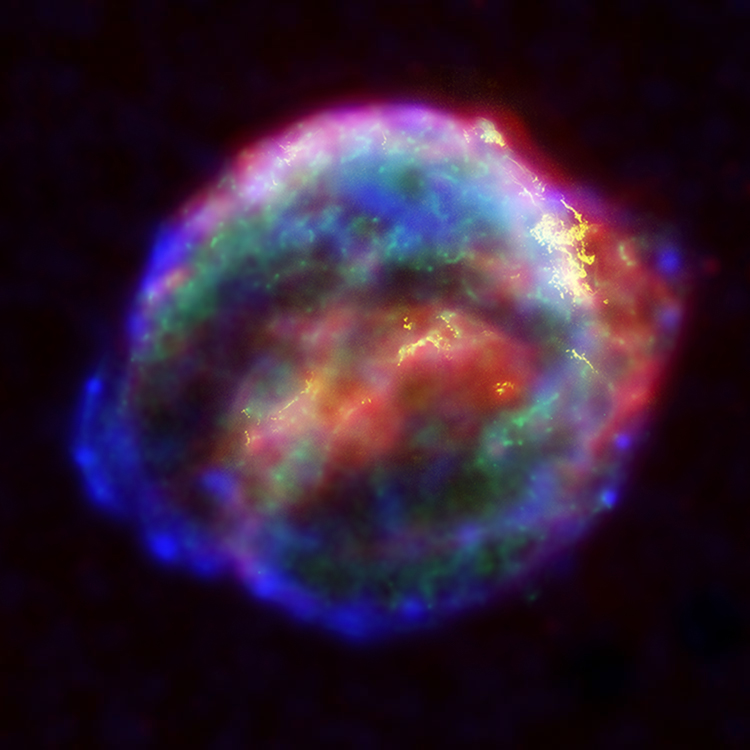
Mgławica pozostała po „Gwieździe Keplera”, SN 1604

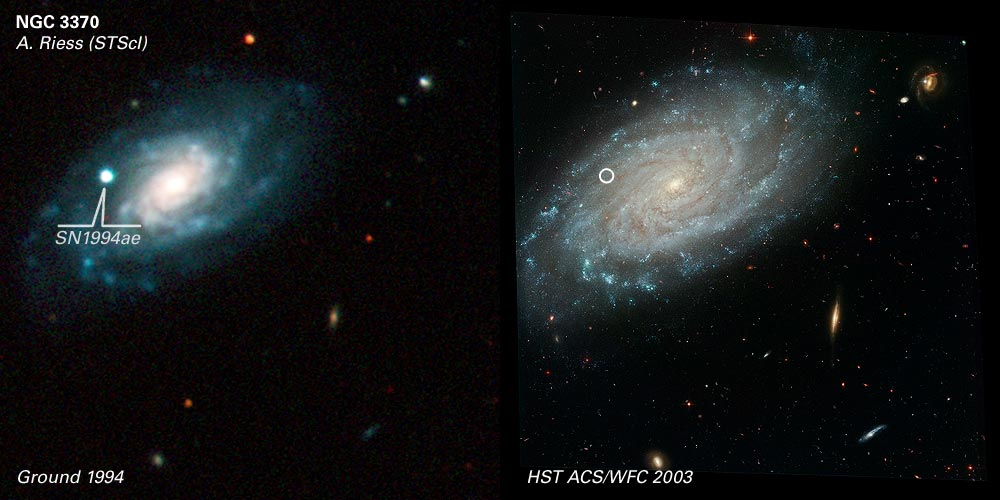
Supernowa w galaktyce NGC 3370

Supernowa – termin określający kilka rodzajów kosmicznych eksplozji powodujących powstanie na niebie niezwykle jasnego obiektu, który już po kilku tygodniach lub miesiącach staje się niemal niewidoczny. Są dwie możliwe drogi prowadzące do takiego wybuchu: w jądrze masywnej gwiazdy przestały zachodzić reakcje termojądrowe bądź zachodzi proces pochłaniający promieniowanie (kreacja par, fotodezintegracja), a zmniejszenie ciśnienia promieniowania powoduje zapadanie się gwiazdy pod własnym ciężarem; bądź też biały karzeł tak długo pobierał materię z sąsiedniej gwiazdy, aż przekroczył masę Chandrasekhara, co doprowadziło do eksplozji termojądrowej. W obydwu przypadkach eksplozja supernowej z ogromną siłą wyrzuca w przestrzeń większość lub całą materię gwiazdy.
Utworzona w ten sposób mgławica jest bardzo nietrwała i ulega całkowitemu rozproszeniu po okresie kilkudziesięciu tysięcy lat, znikając bez śladu. Z tego powodu w Drodze Mlecznej znamy obecnie zaledwie 265 pozostałości po supernowych, choć szacunkowa liczba tego rodzaju wybuchów w ciągu ostatnich kilku miliardów lat jest rzędu wielu milionów.
Wybuch wywołuje falę uderzeniową rozchodzącą się w otaczającej przestrzeni, formując mgławicę – pozostałość po supernowej. Eksplozje supernowych są, obok kilonowych, głównym mechanizmem rozprzestrzeniania w kosmosie pierwiastków cięższych niż tlen oraz praktycznie jedynym źródłem pierwiastków cięższych od żelaza (powstałych w sposób naturalny). Cały wapń w naszych kościach czy żelazo w hemoglobinie zostały kiedyś wyrzucone w przestrzeń podczas wybuchu supernowej. Supernowe wyrzuciły ciężkie pierwiastki w przestrzeń międzygwiezdną, wzbogacając w ten sposób obłoki materii będące miejscem formowania nowych gwiazd. Te gwałtowne procesy zdeterminowały skład chemiczny mgławicy słonecznej, z której 4,5 miliarda lat temu powstał Układ Słoneczny i ostatecznie umożliwiły powstanie na Ziemi życia w obecnej postaci.
Słowo „nowa” (łac. nova) oznacza nową gwiazdę pojawiającą się na sferze niebieskiej; z kolei przedrostek „super” odróżnia je od używanego na co dzień słowa nowa, oznaczającego także gwiazdę zwiększającą jasność, jednak w nieco mniejszym stopniu i z innej przyczyny. Jakkolwiek nieco mylące jest określanie supernowej jako nowej gwiazdy, gdyż w rzeczywistości jest to jej śmierć (lub w najlepszym razie radykalna transformacja w coś zupełnie innego).

## Klasyfikacja

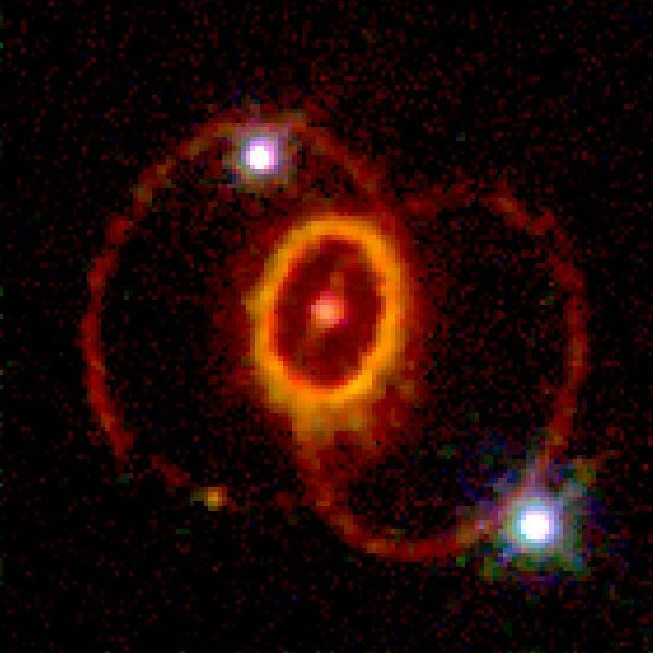
Pozostałość po supernowej SN 1987A

Próbując wyjaśnić pochodzenie supernowych, astronomowie podzielili je ze względu na występowanie różnych linii absorpcyjnych w ich widmie. Pierwszym kryterium jest występowanie linii wodoru. Jeśli widmo supernowej zawiera ślady tego pierwiastka zalicza się ją do typu II, w przeciwnym wypadku – do typu I.
Wewnątrz głównych typów wyróżnia się jeszcze kilka podtypów, w zależności od występowania innych linii widmowych, bądź kształtu krzywej blasku:
- Typ I – brak linii wodoru
  - Typ Ia – linie Si II na 615,0 nm
  - Typ Ib – linie He I na 587,6 nm
  - Typ Ic – słabe lub brak linii helu

- Typ II – obecne linie wodoru
  - Typ II-P
  - Typ II-L

### Typ Ia

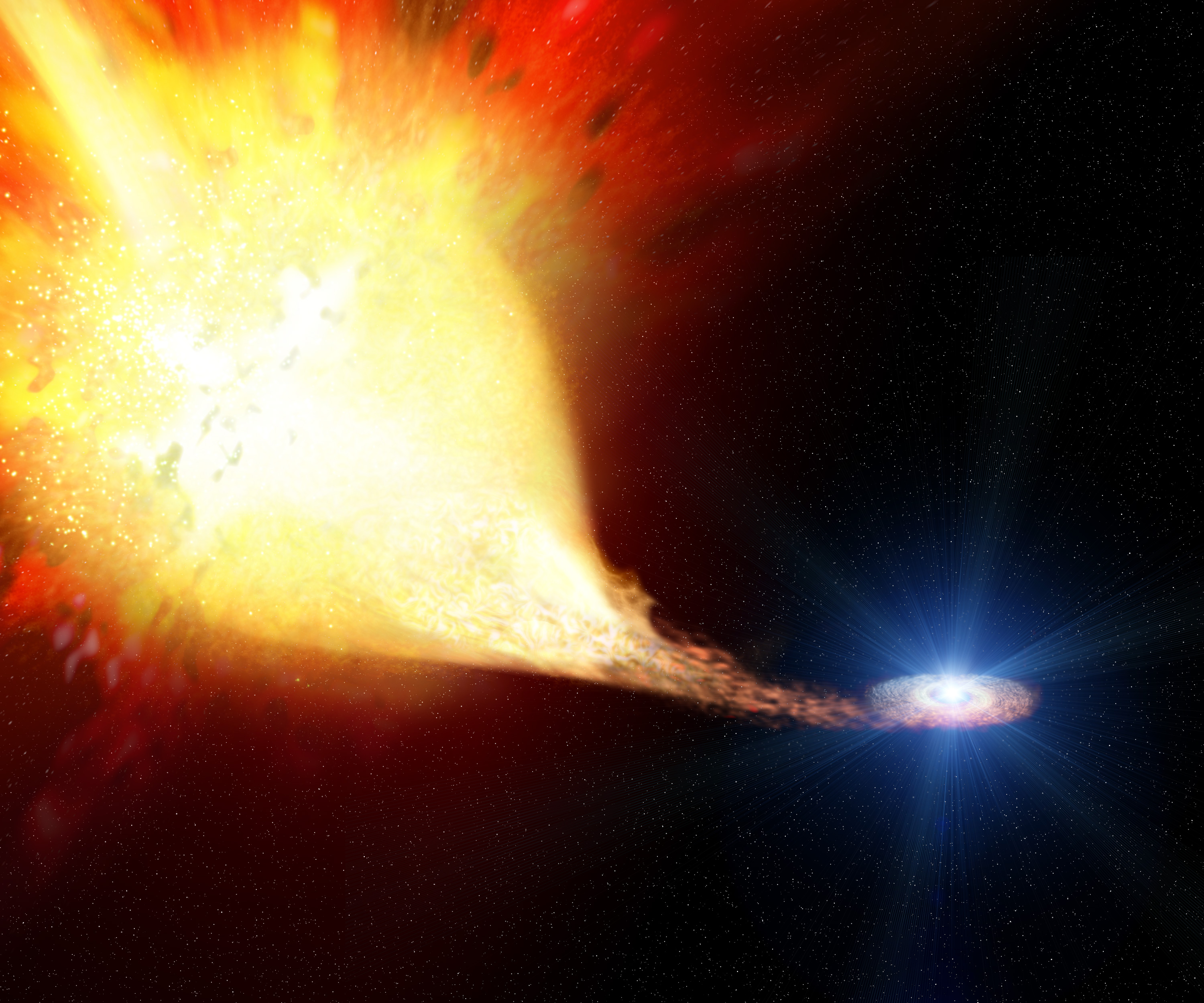
Biały karzeł ściąga na siebie materię z towarzyszącego czerwonego olbrzyma, wizja artysty

Warstwowa struktura masywnej gwiazdy tuż przed zapadnięciem się jądra, skala niezachowana

W widmach supernowych typu Ia nie ma śladów helu, w pobliżu maksimum jasności znajdują się tam natomiast linie absorpcyjne krzemu. Istnieją dwie teorie tłumaczące powstawanie tego typu supernowych – jedna zakłada, że biały karzeł ściąga na siebie materię z towarzyszącej mu większej gwiazdy, według drugiej supernowe wybuchają w wyniku kolizji dwóch białych karłów.

### Typ Ib i Ic
W początkowym okresie, widma supernowych typów Ib i Ic nie wykazują linii wodoru, ani silnej absorpcji krzemu w okolicach 615 nanometra. Eksplozje tego rodzaju, podobne do supernowych II typu są zapewne powodowane przez masywne gwiazdy, które przed wyczerpaniem całego paliwa jądrowego zdążyły utracić większość warstw zewnętrznych wskutek silnego wiatru gwiazdowego lub interakcji z towarzyszem. Supernowe typu Ib są przypuszczalnie efektem zapadania się gwiazdy Wolfa-Rayeta.

### Typ II
Wybuch supernowej typu II jest etapem ewolucji gwiazd o masie większej niż 9 mas Słońca. Masywne gwiazdy przed przejściem w etap supernowej mają strukturę warstwową – jądro złożone z żelaza, kobaltu i niklu, otoczone coraz to lżejszymi pierwiastkami: krzemem, neonem, węglem, tlenem, helem i w końcu na zewnątrz wodorem. Gdy żelazowe jądro osiągnie masę większa niż około 1,4 masy Słońca (czyli osiągnie granicę Chandrasekhara), zaczyna się zapadać wskutek działania sił grawitacji. Ponieważ nuklidy Fe, Co, Ni są bardzo stabilne, nie dochodzi do kolejnych reakcji termojądrowych. Wskutek kolapsu grawitacyjnego jądra atomowe są tak zbliżone, że zanikają przerwy między nimi i są traktowane jak pojedyncze nukleony, towarzyszy temu przemiana elektronów i protonów w neutrony i neutrina. Jednocześnie zewnętrzne warstwy opadają z dużą szybkością na sprężyste jądro i ulegają gwałtownemu odbiciu na zewnątrz. Właśnie ten moment jest nazywany wybuchem supernowej. Wskutek szybkiej zmiany rozmiarów (odbite warstwy materii poruszają się bardzo szybko) gwiazda bardzo jasno świeci.
Po wybuchu supernowej gwiazda, w zależności od początkowej masy, kończy jako gwiazda neutronowa lub czarna dziura lub nic nie pozostaje.
Podczas wybuchu supernowej, wskutek reakcji pomiędzy jądrami pierwiastków, z udziałem neutronów i neutrin w jądrze, są syntetyzowane pierwiastki o liczbie atomowej większej niż 28 (m.in. w procesie szybkiego wychwytu neutronów), które następnie podczas wybuchu są rozsiewane w przestrzeni międzygwiazdowej.

## Nazewnictwo supernowych
Odkrycia supernowych są zgłaszane do Centralnego Biura Telegramów Astronomicznych przy Międzynarodowej Unii Astronomicznej, które powiadamia o przyznanej obiektowi nazwie. Nazwa składa się z roku odkrycia oraz jedno lub dwuliterowego oznaczenia. Pierwszych 26 supernowych każdego roku otrzymuje litery od A do Z zapisywane wielką literą, kolejne oznacza się dwiema małymi literami, począwszy od aa, ab, itd.

## Słynne supernowe
- 185 n.e. – SN 185 – pierwsza supernowa zarejestrowana w kronikach historycznych. Jej rozbłysk był widoczny w pobliżu gwiazdy Alfa Centauri. Obserwowana w Chinach i prawdopodobnie w Europie. Pozostawała widoczna na nocnym niebie przez osiem miesięcy.
- 1006 – SN 1006 – niezwykle jasna supernowa w Gwiazdozbiorze Wilka; obserwowana w Egipcie, Iraku, Włoszech, Szwajcarii, Chinach, Japonii oraz prawdopodobnie Francji i Syrii. Osiągnęła prawdopodobnie jasność ok. −7,5m, dzięki czemu mogła być widoczna nawet w dzień.
- 1054 – SN 1054 – supernowa o jasności ok. −4m; jej pozostałością jest słynna Mgławica Krab i pulsar PSR B0531+21 w Byku. Obserwowana w Chinach i Ameryce Północnej. Istnieją przesłanki, że obserwowana była także przez astronomów arabskich. Zaobserwowana 4 lipca.
- 1181 – SN 1181 – odnotowana przez chińskich i japońskich astronomów supernowa w Kasjopei. Jej pozostałością jest prawdopodobnie pulsar 3C 58
- 1572 – SN 1572, „gwiazda Tychona” – supernowa w Kasjopei, obserwowana przez Tychona Brahe, który w książce „De Nova Stella” po raz pierwszy użył określenia „nova”. Zaobserwowana 6 listopada.
- 1604 – SN 1604, „gwiazda Keplera” – supernowa w Wężowniku, obserwowana przez Johannesa Keplera; ostatnia jak dotychczas zaobserwowana supernowa w Drodze Mlecznej. Posłużyła Galileuszowi jako dowód przeciwko panującemu ówcześnie przekonaniu, że niebo nigdy się nie zmienia. Zaobserwowana 9 października.
- 1885 – S Andromedae w Galaktyce Andromedy, odkryta przez Ernsta Hartwiga
- 1987 – Supernowa 1987A w Wielkim Obłoku Magellana, obserwowana już w kilka godzin po rozbłysku; była pierwszą okazją do obserwacyjnego zweryfikowania współczesnych teorii pochodzenia supernowych
- 2005 – SN 2005ap – eksplozja zaobserwowana w gwiazdozbiorze Warkocz Bereniki, supernowa pozostawała najsilniejszym zarejestrowanym rozbłyskiem gamma, aż do momentu gdy zarejestrowano rozbłysk GRB 130427A

Najmłodszą znaną pozostałością po supernowej w Drodze Mlecznej jest SNR G1.9+0.3. Jednak wybuch tej supernowej nie został zaobserwowany w świetle widzialnym, gdyż nastąpił w pobliżu centrum Galaktyki i przesłoniły go gęste obszary gazu i pyłu. Ocenia się, że eksplozja tej supernowej mogłaby zostać zaobserwowana na Ziemi około 1899 roku, gdyby dysponowano wówczas teleskopami do obserwacji promieni rentgenowskich i fal radiowych, które łatwo przenikają przez gaz i pył galaktyczny.

## Supernowe przedhistoryczne
Energia wybuchu dociera do Ziemi w postaci wzmożonego promieniowania kosmicznego. Promieniowanie to powoduje aktywację jąder atomowych, między innymi powstawanie jąder węgla 14
C. Mierząc zawartość pozostałości tego izotopu w próbkach datowanych bezwzględnie można ocenić, kiedy miała miejsce ekspozycja na to promieniowanie, jak długo trwało i jakim zmianom ulegało. Na tej podstawie można obliczyć czas wybuchu i odległość supernowej od Ziemi. Przy założeniu prawdziwości teorii świec standardowych, gwałtowne zwiększenie koncentracji 14
C wskazuje, że w ciągu ostatnich 50 tys. lat miały miejsce następujące bliskie wybuchy:
| Czas w tys. lat | Odległość w parsekach |
| --------------- | --------------------- |
| 44              | 110                   |
| 37              | 180                   |
| 32              | 160                   |
| 22              | 250                   |

## Znaczenie supernowych
Supernowe wzbogacają przestrzeń międzygwiazdową o rozmaite pierwiastki, które nie mogłyby w większych ilościach powstać w żadnych innych okolicznościach. Każde pokolenie gwiazd ma nieco inny skład chemiczny, począwszy od pierwotnej, prawie czystej mieszaniny wodoru i helu, po kompozycje coraz bogatsze w cięższe pierwiastki. Różnice w składzie chemicznym wywierają duży wpływ na ewolucję gwiazdy i decydują o powstaniu wokół niej planet.